# Liste von Festplattenpartitionierungsprogrammen
Dieser Artikel ist eine Liste von Festplattenverwaltungsprogrammen, die u. a. eine Partitionierung von Datenträgern ermöglichen.
| Name                                         | Entwickler                                          | Lizenz          | Betriebssystem                                 | Partitionstabelle(n)                                        |
| -------------------------------------------- | --------------------------------------------------- | --------------- | ---------------------------------------------- | ----------------------------------------------------------- |
| disklabel, disklabel64, bsdlabel             | ursprünglich: Universität von Kalifornien, Berkeley | freie Software  | *BSD (NetBSD, FreeBSD, OpenBSD)                | Disklabel (unabhängig von einer weiteren Partitionstabelle) |
| Disk Utility                                 | Apple                                               | proprietär      | macOS                                          | APM, Disklabel, GPT, MBR                                    |
| diskpart, ersetzte fdisk                     | Microsoft                                           | proprietär      | Windows NT-Reihe                               | MBR, GPT                                                    |
| fdisk (FreeDOS)                              | Brian Reifsnyder                                    | freie Software  | FreeDOS                                        | MBR                                                         |
| fdisk (Unix-like)                            | util-linux project                                  | freie Software  | Unix-like                                      | MBR                                                         |
| Gnome Disk Utility (GNOME Disks/Palimpsest)  | Red Hat                                             | freie Software  | Linux                                          |                                                             |
| GNU Parted nur CLI (GUIs: Gparted, QtParted) | The GParted Project                                 | freie Software  | Linux                                          | APM, MBR, GPT, u. a.                                        |
| GParted (GUI für GNU Parted)                 | The GParted Project                                 | freie Software  | Linux Live CD, unabhängig vom installierten OS | APM, MBR, GPT, u. a.                                        |
| gpt                                          | FreeBSD u. a.                                       | BSD             | FreeBSD, Linux, macOS                          | GPT                                                         |
| GPT fdisk (gdisk)                            | Roderick W. Smith                                   | freie Software  | Unix-like (Linux, *BSD, macOS), Windows        | GPT                                                         |
| KDE Partition Manager                        | Volker Lanz                                         | freie Software  | Linux                                          | APM, MBR, GPT, u. a.                                        |
| Logical Disk Manager                         | Microsoft                                           | proprietär      | Windows NT-Reihe                               |                                                             |
| MiniTool Partition Wizard                    | MiniTool® Solution Ltd.                             | frei/proprietär | Windows                                        | GPT, MBR                                                    |
| ntfsresize                                   | Szabolcs Szakacsits                                 | freie Software  | Linux                                          |                                                             |
| Partition Assistant                          | Aomei                                               | proprietär      | Windows                                        |                                                             |
| Parted Magic                                 | Parted Magic LLC                                    | proprietär      | Linux                                          |                                                             |
| Partition Manager                            | Paragon                                             | proprietär      | Windows                                        |                                                             |
| Partition Master                             | EaseUS                                              | proprietär      | Windows                                        |                                                             |

## Nicht mehr in Weiterentwicklung
| Name                           | Entwickler                        | Lizenz         | Betriebssystem                                                              | Partitionstabelle(n) |
| ------------------------------ | --------------------------------- | -------------- | --------------------------------------------------------------------------- | -------------------- |
| Acronis Disk Director          | Acronis                           | proprietär     | Windows                                                                     |                      |
| fdisk (PC DOS/MS-DOS)          | IBM, Microsoft                    | proprietär     | PC DOS, MS-DOS, Windows                                                     | MBR                  |
| fdisk (OS/2)                   | IBM                               | proprietär     | OS/2                                                                        | MBR                  |
| FIPS                           | Arno Schäfer                      | freie Software | MS-DOS                                                                      |                      |
| mac-fdisk (Fork von pdisk 0.4) | ursprünglich Eryk Vershen (Apple) | freie Software | Linux (ursprünglich Debian/68k)                                             | APM                  |
| PartitionMagic                 | Symantec                          | proprietär     | Windows                                                                     | MBR                  |
| pdisk                          | Apple                             | freie Software | Mac OS, Unix/Unix-like: Rhapsody, Darwin (macOS), Linux (LinuxPPC, MkLinux) | APM                  |
| QtParted (GUI für GNU Parted)  | Vanni Brutto                      | freie Software | Linux                                                                       |                      |
| Ranish Partition Manager       | Mikhail Ranish                    | proprietär     | MS-DOS, PC DOS, DR-DOS oder FreeDOS                                         | MBR                  |
| Solaris format utility         | Sun Microsystems                  | proprietär     | Solaris                                                                     |                      |